# Marko
Marko ist ein slawischer männlicher Vorname und Familienname.

## Herkunft und Bedeutung
Wie das italienische Wort Marco ist es eine Variante des Namens Markus; der Familienname Marković nebst Varianten ist patronymischen Ursprungs.

## Varianten
Häufigere Varianten des Familiennamens sind Marković und Markov (bulgarisch Markow).

## Namensträger
Herrscher und Heilige
- Marko Kraljević (Marko Mrnjavčević, ~1335–1394/95), serbischer König
- Marko von Križevci (1589–1619), kroatischer Priester und Heiliger der römisch-katholischen Kirche

Marko als Familienname
- Denise Marko (* 1994), deutsche Schauspielerin
- Gerda Marko (1940–2010), deutsche Lehrerin und Dramaturgin
- Hans Marko (1925–2017), deutscher Ingenieur der Nachrichtentechnik und Hochschullehrer an der TU München
- Helmut Marko (* 1943), österreichischer Rennfahrer
- Ján Marko (* 1920), tschechoslowakischer Politiker
- Joseph Marko (* 1955), österreichischer Rechtswissenschaftler und Politikwissenschaftler
- Jozef Marko (1923–1996), slowakischer Fußballspieler und Fußballtrainer
- Karol Marko (* 1966), slowakischer Fußballspieler und Fußballtrainer
- Peter Marko, Vorstand der Silvretta Montafon Bergbahnen AG, Vorarlberg
- Petro Marko (1913–1991), albanischer Schriftsteller
- Rita Marko (1920–2018), albanischer Politiker
- Rupert Marko (* 1963), österreichischer Fußballspieler
- Zekial Marko, eigentlich Marvin Leroy Schmoker (1931–2008), US-amerikanischer Autor

Markó als Familienname
- Béla Markó (* 1951), siebenbürgisch-ungarischer Schriftsteller, Dichter, Lehrer und Politiker
- Károly Markó der Ältere (1791–1860), ungarischer Landschaftsmaler
- Károly Markó der Jüngere (1822–1891), ungarischer Landschaftsmaler

Marko als Vorname
- Marko Alaupović (1885–1979), römisch-katholischer Geistlicher und Erzbischof
- Marko Albert (* 1979), estnischer Triathlet aus Estland
- Marko Albrecht (* 1970; Mark ’Oh), deutscher Musikproduzent und DJ
- Marko Allen (* 1967), finnischer Eishockeyspieler und -trainer
- Marko Arnautović (* 1989), österreichisch-serbischer Fußballspieler
- Marko Asell (* 1970), ist ein finnischer Ringer
- Marko Asmer (* 1984), estnischer Rennfahrer
- Marko Baacke (* 1980), deutscher Nordischer Kombinierer
- Marko Babić (* 1981), kroatischer Fußballspieler
- Marko Baša (* 1982), montenegrinischer Fußballspieler
- Marko Bezjak (* 1986), slowenischer Handballspieler
- Marko Boos (* 1975), deutscher Sozialarbeiter und Landrat
- Marko Brkušanin (* 1990), serbischer Eishockeyspieler
- Marko Črnčec (* 1986), slowenischer Jazzmusiker
- Marko Hübenbecker (* 1986), deutscher Bobfahrer
- Marko Ković (* 1985), schweizerisch-kroatischer Sozialwissenschaftler
- Marko Lazetić (* 2004), serbischer Fußballspieler
- Marko Marin (* 1989), deutscher Fußballspieler
- Marko Ojanen (* 1973), finnischer Eishockeyspieler und -trainer
- Marko Orešković (Leichtathlet) (* 2004), kroatischer Sprinter
- Marko Pantelić (* 1978), serbischer Fußballspieler
- Marko Smoler (1857–1941), sorbischer Verleger und Redakteur
- Marko Werner (* 1976), deutscher Schauspieler
- Marko Wowtschok (1833–1907; eigentlich Marija Olexanderiwna Wilinska), ukrainische und russische Schriftstellerin, Übersetzerin und Folkloristin
- Marko Yli-Hannuksela (* 1973), finnischer Ringer